# Słowik (Częstochowa)
Pour les articles homonymes, voir Słowik.
Słowik est une localité polonaise de la gmina de Poczesna, située dans le powiat de Częstochowa en voïvodie de Silésie.